# ورهنی سینیوتسی
ورهنی سینیوتسی (به لاتین: Verhni Sinivtsi) یک روستا در اوکراین است که در استان چرنیوتسی واقع شده‌است.